# Philipp Lurz
Philipp Christoph Lurz (* 28. April 1979 in Fulda) ist ein deutscher Kardiologe und Hochschullehrer. Seit 2023 ist er Direktor des Zentrums für Kardiologie der Universitätsmedizin Mainz.

## Leben und Ausbildung
Philipp Lurz studierte Humanmedizin an der Universität Leipzig und schloss sein Studium 2005 mit der ärztlichen Prüfung ab. Im Anschluss absolvierte er seine Facharztausbildung für Innere Medizin und Kardiologie am Herzzentrum Leipzig und am Park-Klinikum Leipzig.
Von 2006 bis 2009 war er Clinical Research Fellow am Great Ormond Street Hospital und am The Heart Hospital in London.
2008 promovierte er an der Universität Leipzig, 2012 folgte der PhD-Abschluss am University College London. 2013 habilitierte sich Lurz im Fach Innere Medizin an der Universität Leipzig.

## Beruflicher Werdegang
Nach Stationen als Oberarzt und Geschäftsführender Oberarzt am Herzzentrum Leipzig war Lurz ab 2018 stellvertretender Klinikdirektor der Kardiologie.
Im September 2023 übernahm er die Leitung des Zentrums für Kardiologie der Universitätsmedizin Mainz.
Seine klinischen Schwerpunkte umfassen unter anderem die interventionelle Therapie struktureller Herzerkrankungen, insbesondere der Mitralklappeninsuffizienz und der Trikuspidalklappeninsuffizienz.

## Forschungsschwerpunkte
Lurz forscht insbesondere zur Herzinsuffizienz mit erhaltener Ejektionsfraktion (HFpEF), zu innovativen kathetergestützten Therapieverfahren bei Herzklappenerkrankungen sowie zum Einsatz künstlicher Intelligenz in der kardiovaskulären Medizin.
Er ist an zahlreichen internationalen klinischen Studien beteiligt und leitet mehrere multizentrische Studienprogramme zur interventionellen Herzklappentherapie.
Lurz ist Autor und Koautor von über 300 begutachteten wissenschaftlichen Publikationen.

## Auszeichnungen (Auswahl)
- 2018: Hancock Award der Deutschen Gesellschaft für Thorax-, Herz- und Gefäßchirurgie
- 2018: Thomas J. Linnemeier ‘Spirit of Interventional Cardiology’ Career Award
- 2020: Karl-Ludwig-Neuhaus Forschungspreis der Deutschen Gesellschaft für Kardiologie

## Mitgliedschaften
Philipp Lurz ist Mitglied in mehreren nationalen und internationalen Fachgesellschaften, darunter die Deutsche Gesellschaft für Kardiologie (DGK), die European Society of Cardiology (ESC) und die American Heart Association (AHA).
Er engagiert sich zudem in Programm- und Fachkomitees bedeutender kardiovaskulärer Kongresse.